# Ostrówek (Zatory)
Ostrówek – przysiółek wsi Zatory w Polsce, położony w województwie mazowieckim, w powiecie pułtuskim, w gminie Zatory.
W latach 1975–1998 przysiółek administracyjnie należał do województwa ostrołęckiego.
Przysiółek należy do parafii św. Małgorzaty w Zatorach.
Z Ostrówka pochodzi Mirosława Bobrowska (1932-2017), polska nauczycielka, folklorystka, etnochoreografka.